# SVGA
Super VGA (англ. Super Video Graphics Array) — общее название видеоадаптеров, совместимых с VGA, но имеющих расширенные по отношению к нему возможности — разрешения от 800×600 и количество цветов до 16 млн (24 бита на пиксель), а также больших (по сравнению с VGA) объемах видеопамяти. 
Обязательной поддержки какого-либо режима, кроме стандартных режимов VGA и режима 800×600, название SVGA не подразумевает.
Стандарта SVGA как такого не существует, это определение для улучшенных видеокарт VGA, но практически все SVGA-видеоадаптеры, начиная с 1989 года, следуют стандарту организации VESA, подразумевающего интегрирование в BIOS видеоадаптера графических функций и информации о возможностях видеокарты, названными «VESA BIOS Extensions» (VBE). Наиболее распространенные видеорежимы VBE: 800×600, 1024×768, 1280×1024, 1600×1200. Также под разрешением SVGA может пониматься разрешение экрана 800×600.
Современные видеоадаптеры имеют графические режимы с большим разрешением, но для совместимости поддерживают старые графические режимы от стандартов MDA, CGA, EGA, VGA.